# Thelychiton
Thelychiton is een geslacht van 26 soorten orchideeën uit de onderfamilie Epidendroideae. De soorten in dit geslacht werden wel tot Dendrobium gerekend, maar nu als zelfstandig geslacht opgevat.
Het zijn epifytische of lithofytische orchideeën van tropische regenwouden uit Nieuw-Guinea en noordelijk Australië. Ze hebben opvallend gekleurde en welriekende bloemen.

## Naamgeving enetymologie
- Synoniem: Dendrobium Sw. (1799) sect. Dendrocoryne

## Kenmerken
Thelychiton-soorten zijn kleine tot grote epifytische of lithofytische planten met een sympodiale groei, met rechtopstaande tot afhangende, dikke kegelvormige of spoelvormige, grijs- tot purper aangelopen bloemstengels, soms met meerdere samen in een schede, met twee tot zeven eindstandige, gesteelde, dunne, donkere, glanzende, lancetvormige tot ovale bladeren en een okselstandige of eindstandige, korte rechtopstaande tot lange, afhangende tros met enkele tot tientallen vlezige, langlevende bloemen.
De bloemen zijn, zelfs binnen één soort, zeer gevarieerd van kleur, van wit over rood en purper tot blauw. Vele soorten hebben ook een opvallende, welriekende, kruidige of zoetige geur.
Enkele soorten van dit geslacht zijn cleistogaam: de stempel (het vrouwelijke geslachtsorgaan van de plant) is door een buisje van het gynostemium omgeven, waarbij de helmknop (het mannelijk geslachtsorgaan) het dekseltje vormt. Bij deze soorten kan er dus geen normale bestuiving door uitwisselig van pollinia plaatsvinden, de plant bestuift en bevrucht zichzelf.

## Habitaten verspreidingsgebied
Thelychiton-soorten komen voor op bomen en rotsen in zeer gevarieerde biotopen, van warme, vochtige kustregenwouden tot koelere, mistige montane regenwouden, soms een mat vormend op rotsen op open plaatsen in volle zon. Ze zijn voornamelijk te vinden in Nieuw-Guinea en in Queensland en New South Wales in noordelijk Australië.

## Taxonomie
Thelychiton is oorspronkelijk als geslacht beschreven door Endlicher, maar is daarna opgenomen in het geslacht Dendrobium. Thelychiton wordt door Clements en Jones opnieuw als zelfstandig geslacht erkend.
Het geslacht telt in de meest recent geaccepteerde taxonomie 26 soorten. De typesoort is Thelychiton macropus.

### Soortenlijst
- Thelychiton adae (F.M.Bailey) M.A.Clem. & D.L.Jones (2002)
- Thelychiton argyropus Endl. (1833)
- Thelychiton biconvexus D.L.Jones & M.A.Clem. (2006)
- Thelychiton brachypus Endl. (1833)
- Thelychiton capricornicus (Clemesha) M.A.Clem. & D.L.Jones (2002)
- Thelychiton carnarvonensis (Peter B.Adams) M.A.Clem. & D.L.Jones (2002)
- Thelychiton comptonii (Rendle) M.A.Clem. & D.L.Jones (2002)
- Thelychiton coriaceus D.L.Jones & M.A.Clem. (2006)
- Thelychiton curvicaulis (F.M.Bailey) M.A.Clem. & D.L.Jones (2002)
- Thelychiton epiphyticus D.L.Jones & M.A.Clem. (2006)
- Thelychiton falcorostrus (Fitzg.) M.A.Clem. & D.L.Jones (2002)
- Thelychiton finniganensis (D.L.Jones) M.A.Clem. & D.L.Jones (2002)
- Thelychiton fleckeri (Rupp & C.T.White) M.A.Clem. & D.L.Jones (2002)
- Thelychiton gracilicaulis (F.Muell.) M.A.Clem. & D.L.Jones (2002)
- Thelychiton howeanus (Maiden) M.A.Clem. & D.L.Jones (2005)
- Thelychiton jonesii (Rendle) M.A.Clem. & D.L.Jones (2002)
- Thelychiton kingianus (Bidwill ex Lindl.) M.A.Clem. & D.L.Jones (2002)
- Thelychiton macropus Endl. (1833)
- Thelychiton moorei (F.Muell.) M.A.Clem. & D.L.Jones (2002)
- Thelychiton pedunculatus (Clemesha) M.A.Clem. & D.L.Jones (2002)
- Thelychiton pulcherrimus (Rupp) M.A.Clem. & D.L.Jones (2002)
- Thelychiton rex (M.A.Clem. & D.L.Jones) M.A.Clem. & D.L.Jones (2002)
- Thelychiton rupicola D.L.Jones & M.A.Clem. (2006)
- Thelychiton speciosus (Sm.) M.A.Clem. & D.L.Jones (2002)
- Thelychiton spectabilis D.L.Jones & M.A.Clem. (2006)
- Thelychiton tarberi (M.A.Clem. & D.L.Jones) M.A.Clem. & D.L.Jones (2002)